# Molopopterus delta
Molopopterus delta är en insektsart som beskrevs av Irena Dworakowska 1973. Molopopterus delta ingår i släktet Molopopterus och familjen dvärgstritar. Inga underarter finns listade i Catalogue of Life.